# Eszközarányos nyereség
Az eszközarányos nyereség (angolul: return on assets, röviden: ROA) mutató jelzi, hogy a vállalat eszközállományának milyen a nyereségtermelő képessége. A következőképpen számítódik:
{\displaystyle \mathrm {ROA} ={\frac {\mbox{Adózott eredmény}}{\mbox{Eszközök átlagos könyv szerinti értéke}}}}
A mutató megadja, hogy a cég mit tud kezdeni azzal, amije van, azaz mennyi jövedelmet képes termelni az ellenőrzése alatt álló eszközök forintosított értékéből, így jól jelzi a vállalat tőkeerejét. A nagy kezdeti tőkebefektetést igénylő cégek általában alacsonyabb ROA értékkel rendelkeznek. 5% feletti ROA már jó értéknek tekinthető. A mutató jól alkalmazható ugyanazon iparág - egymással versengő - vállalatainak összehasonlítására, mely azonban iparágonként nagy különbözőséget mutat.